# Iolanda
Iolanda  è un nome proprio di persona italiano femminile.

## Varianti
- Femminili: Jolanda[1][2][3][4][5], Yolanda[2][3]
- Maschili: Iolando[2][3], Jolando[3]

### Varianti in altre lingue
- Ceco: Jolana[1]
- Croato: Jolanda[1]
- Francese: Yolande[1]
- Inglese: Yolanda[1][4], Yolonda[1], Yolande[4], Iolanda[4]
- Lituano: Jolanta[1]
- Olandese: Jolanda[1]
- Polacco: Jolanta[1]
  - Ipocoristici: Jola[1]
- Portoghese: Iolanda[1]
- Rumeno: Iolanda[1]
- Slovacco: Jolana[1]
- Sloveno: Jolanda[1]
- Spagnolo: Yolanda[1]
- Tedesco: Jolanda[4]
- Ungherese: Jolánta

## Origine e diffusione
Deriva dal nome francese medievale Yolande, Yolante o Yolans, la cui origine è incerta. Viene spesso considerato un derivato del nome Violante (a sua volta dal latino "viola"), ma è plausibile che abbia invece un'origine germanica; in tal caso, la prima parte del nome potrebbe essere ricondotta alle radici vêl ("astuzia") o iw (indicante l'albero del tasso), mentre il secondo potrebbe essere land ("paese", "terra") oppure lind (un elemento dall'origine dubbia). Sono frequenti anche accostamenti a termini greci come ιολη (iole, "viola") e ανθος (anthos, "fiore"), che sono però paretimologici.
Il nome, diffusosi all'epoca delle Crociate, era considerato aristocratico: venne portato da Iolanda di Fiandra, imperatrice latina reggente di Costantinopoli (che lo trasmise a varie discendenti nelle famiglie reali di Spagna e Ungheria), e da Jolanda di Brienne, regina consorte di Gerusalemme. 
La sua buona presenza in Italia è recente, nonostante il nome sia stato tradizionale di casa Savoia sin dal Trecento; una prima spinta alla sua diffusione venne dall'opera teatrale di Giacosa Una partita a scacchi (1873), la cui protagonista si chiama così; successivamente, ha contribuito anche la popolarità di Iolanda, la figlia di re Vittorio Emanuele III. È distribuito su tutto il territorio nazionale, con maggiore compattezza al Nord per le varianti; sono attestate anche delle forme maschili, comunque rarissime.

## Onomastico
L'onomastico si può festeggiare in memoria di diverse sante e beate, nelle seguenti date:
- 11 giugno (o varie altre date), beata Iolanda di Polonia, badessa dell'Ordine di santa Chiara, nipote di santa Elisabetta d'Ungheria[6][7]
- 17 dicembre, santa Iolanda, vissuta nel XIII secolo, figlia di un conte di Vianden che si fece suora contro la volontà del padre[5][8]
- 28 dicembre, santa Iolanda, martire a Roma sotto Marco Aurelio[9]

## Persone

Iolanda di Savoia

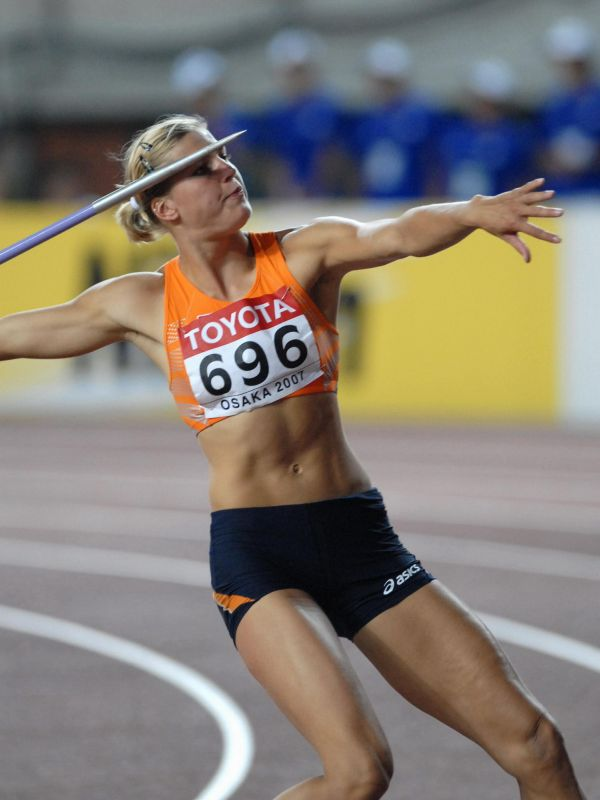
Jolanda Keizer

- Iolanda d'Angiò, Duchessa di Lorena e di Bar
- Iolanda di Aragona, regina di Napoli, contessa di Provenza e pretendente al trono di Aragona
- Iolanda di Bar, nobile lorenese
- Iolanda di Borgogna-Nevers, dama di Borbone e contessa di Nevers
- Iolanda di Châtillon-Nevers, figlia di Guy III di Châtillon
- Iolanda di Courtenay, regina consorte d'Ungheria
- Iolanda di Dreux, regina consorte scozzese
- Iolanda di Fiandra, reggente dell'Impero latino di Costantinopoli
- Iolanda di Polonia, principessa e religiosa ungherese
- Iolanda di Savoia, principessa di Savoia
- Iolanda Margherita di Savoia, principessa italiana
- Iolanda d'Ungheria, regina consorte di Aragona, contessa consorte di Barcellona e regina consorte di Valencia
- Iolanda di Valois, figlia di Carlo VII di Francia
- Iolanda Balaș, atleta rumena
- Iolanda Costa, cantante portoghese
- Iolanda Dobrilla, sedicenne istriana uccisa da partigiani umbri nel 1944
- Iolanda Cristina Gigliotti (poi francesizzato in Yolanda), vero nome di Dalida, cantante e attrice italiana naturalizzata francese

### Variante Jolanda

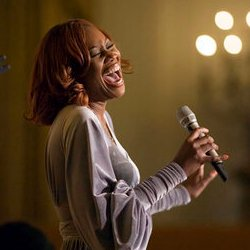
Yolanda Adams

- Jolanda Benvenuti, montatrice italiana
- Jolanda Čeplak, atleta slovena
- Jolanda de Rover, nuotatrice olandese
- Jolanda di Brienne, regina di Gerusalemme
- Jolanda Gardino, mezzosoprano italiano
- Jolanda Granato, giornalista, conduttrice radiofonica e doppiatrice italiana
- Jolanda Insana, poetessa italiana
- Jolanda Keizer, atleta olandese
- Jolanda Rossin, cantante italiana
- Jolanda Verdirosi, attrice italiana

### Variante Yolanda

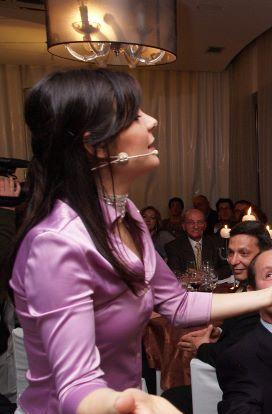
Yolanda Soares

- Yolanda Adams, cantante statunitense
- Yolanda Griffith, cestista statunitense
- Yolanda Kakabadse, politica e ambientalista ecuadoriana
- Yolanda Soares, cantante portoghese
- Yolanda Vazquez, attrice britannica
- Yolanda Wood, attrice statunitense

### Variante Yolande

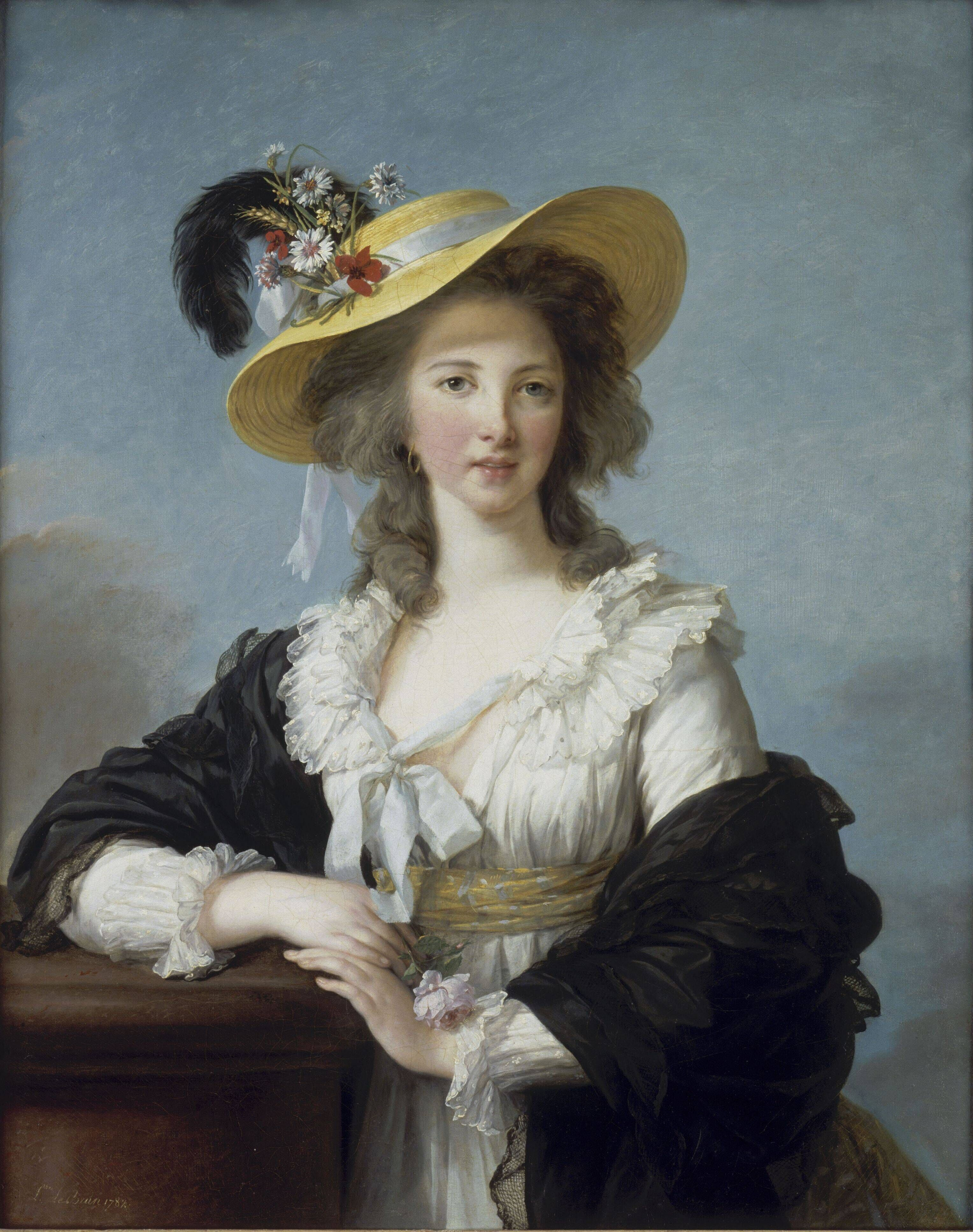
Yolande de Polastron

- Yolande de Polastron, duchessa francese
- Yolande Fox, modella statunitense
- Yolande Moreau, attrice e regista belga

### Altre varianti
- Jolanta Bebel-Rzymowska, schermitrice polacca
- Jolán Földes, scrittrice ungherese
- Jolán Kleiber-Kontsek, atleta ungherese
- Jolanta Królikowska, schermitrice polacca
- Jolanta Vilutytė, cestista lituana

## Il nome nelle arti
- Jolanda è uno pseudonimo utilizzato dalla scrittrice Maria Majocchi.
- Jolanda è un personaggio del romanzo di Emilio Salgari Jolanda, la figlia del Corsaro Nero e della serie animata da esso tratta.
- Yolanda è un personaggio del manga e anime Black Lagoon.
- Yolanda Aquaviva è un personaggio del film del 1945 Jolanda e il re della samba, diretto da Vincente Minnelli.
- Yolanda de Souza Matos Pratini è un personaggio della telenovela Dancin' Days.
- Yolanda Luján è un personaggio della telenovela Il segreto di Jolanda.
- Yolanda Montez, nota come Wildcat, è una supereroina dell'Universo DC.
- Jolanda de Almaviva è una serie erotica a fumetti italiana.